# Krähennest

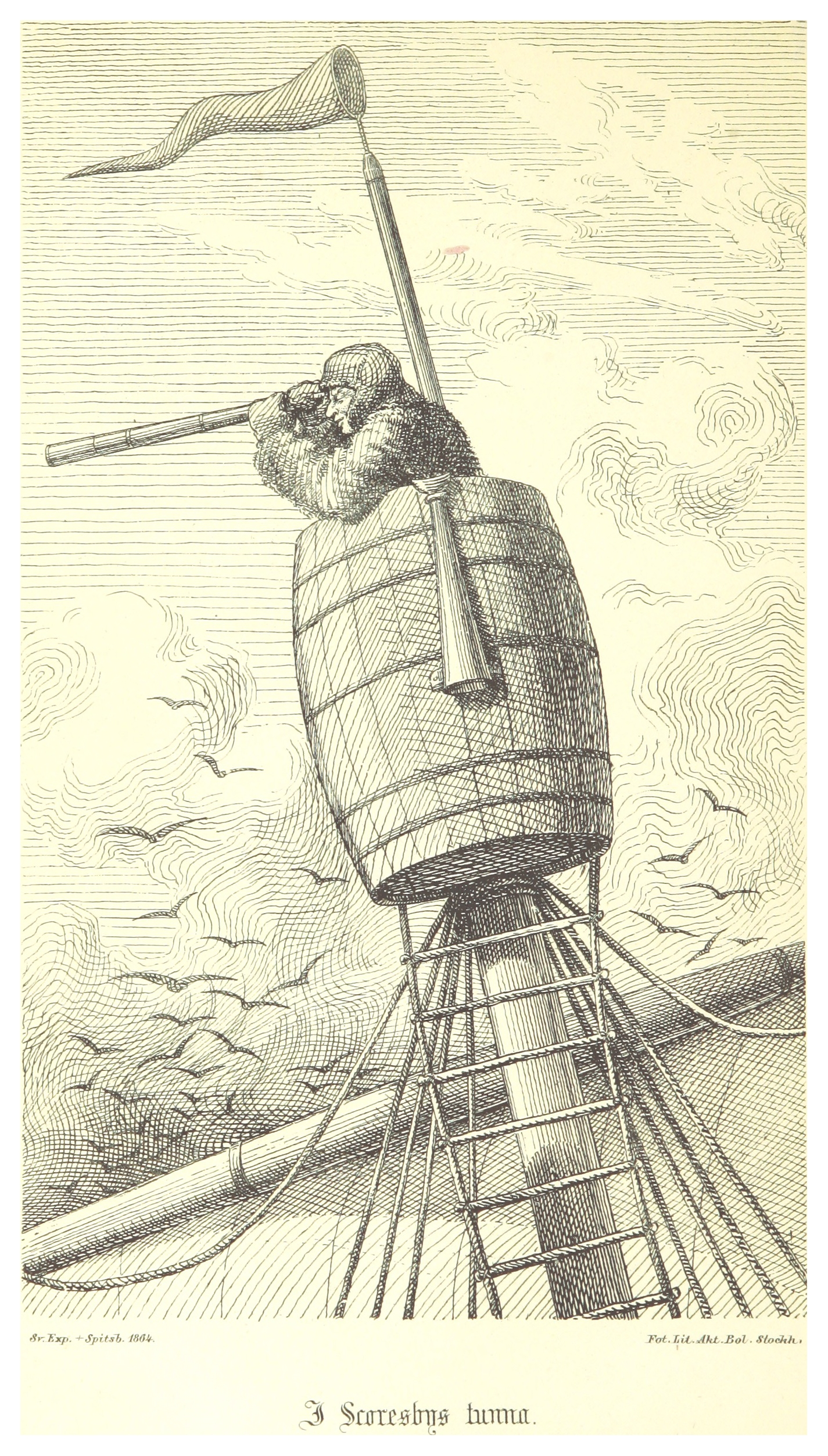
Ausguck/Eistonne eines schwedischen Expeditionsschiffs 1863 vor der Küste von Jan Mayen

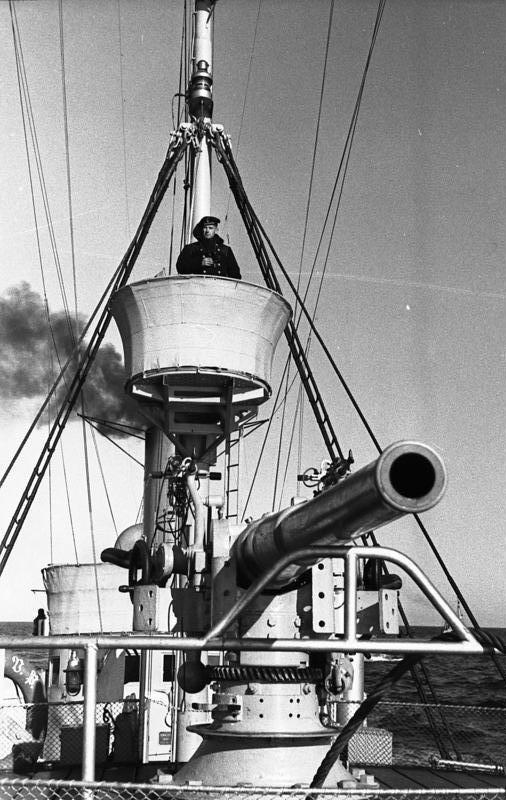
Ausguck in einem Krähennest auf einem deutschen Vorpostenboot

Der Begriff Krähennest bezeichnet in der Seemannssprache die zu einem Mastkorb umgebaute Plattform (Mars) am Masttopp (Mastspitze) oder auf der Saling des Untermastes, am Fußpunkt der Marsstenge. Gebräuchlich für einen hochgelegenen Beobachtungspunkt ist allgemein auch der Name Ausguck. Eine andere Bezeichnung für das Krähennest ist Eistonne.

## Zur Geschichte
Während der frühen Segelschifffahrtszeit war das Krähennest der Platz für die Seeleute, die als Ausguckposten die Sichtung anderer Schiffe oder von Land an die Schiffsführung zu melden hatten. Die Höhe des Ausgucks entscheidet über die Sichtweite; bei einem Standort von zwei Metern über der Wasseroberfläche überschaut man einen Bereich von etwa fünf Kilometern, bei zehn Metern erweitert sich der Radius auf rund 12 Kilometer, bei 15 Metern auf 15 Kilometer.
Krähennester und Beobachtungstürme wurden auf Kriegsschiffen noch im Zweiten Weltkrieg verwendet. Mit Hilfe des Radars konnte man besonders bei schlechter Sicht andere Schiffe allerdings schon bald viel besser orten als mit den Augen des besten Ausgucks, und die Krähennester verschwanden.

## Zum Begriff
Der Name Krähennester leitet sich daraus ab, dass früher Krähen mitgeführt wurden. Mit Hilfe der Krähen konnte man Land finden. Eine Krähe wurde freigelassen und das Schiff folgte der Krähe.